# Breuninger
Die 1881 in Stuttgart von Eduard Breuninger gegründete E. Breuninger GmbH & Co. betreibt unter dem Namen Breuninger Warenhäuser in Deutschland. Das Unternehmen positioniert sich im gehobenen Marktsegment mit dem Schwerpunkt auf Textilwaren.

## Geschichte
Das Stammhaus wurde im Jahr 1881 von Eduard Breuninger in Stuttgart eröffnet, nachdem er das am Marktplatz gelegene Haus der E. L. Ostermayer (Münzstraße 1) übernommen hatte. Innerhalb weniger Jahre wurden die oberen Stockwerke des Hauses als weitere Verkaufsfläche genutzt. Breuninger zog 1888 in das Haus Münzstraße 7 um und nutzte wegen Platzmangel bald darauf beide Häuser.
Bis 1903 wurde das alte Haus in der Münzstraße 7 durch ein neues, großzügigeres Gebäude ersetzt. Fünf Jahre später wurde ein drittes Haus (Sporerstraße 7) gebaut. Während des Ersten Weltkriegs erweiterte Breuninger sein neues Geschäftshaus bis an den Marktplatz heran. Trotz der Schwierigkeiten der Weltwirtschaftskrise baute Eduard Breuninger ab 1929 das neue Haus Marktstraße 3, entworfen von den Stuttgarter Architekten Eisenlohr & Pfennig. Die Einweihung fand 1931 statt.
Nachdem Eduard Breuninger 1932 gestorben war, übernahm sein Sohn das Unternehmen. Alfred Breuninger trat am 1. Mai 1933 (drei Monate nach der Machtergreifung) der NSDAP bei und wurde 1935 vom NS-Regime in den Stuttgarter Gemeinderat und zum Mitarbeiter der Hauptstelle Wirtschaft und Steuer im Kreisamt für Kommunalpolitik berufen. 1937 erweiterte Breuninger das Firmenareal durch den Kauf des in jüdischem Eigentum befindlichen Geschäftshauses am Marktplatz 16 (Arisierung). Im Zweiten Weltkrieg beschäftigte das Unternehmen ausländische Zwangsarbeitskräfte.
Bei Luftangriffen der Westalliierten auf Stuttgart wurden sämtliche Häuser des Unternehmens zerstört. Das 1937 von den jüdischen Eignern erworbene Grundstück am Marktplatz konnte die Firma nach einem Rechtsstreit und einer Ausgleichszahlung in Höhe von 360.000 DM im Jahr 1950 behalten. Nach dem Tod Alfred Breuningers im Jahr 1947 wechselte die Unternehmensleitung in die dritte Generation an Heinz Breuninger. Es gelang Breuninger erst allmählich, seine Verkaufsräume wieder aufzubauen.
1952 wurde der Bär Breuni als Maskottchen des Unternehmens eingeführt.
1968 gründete Heinz Breuninger mit seiner Tochter Helga Breuninger die Breuninger Stiftung.
In den 1960er Jahren wandelte sich Breuninger von einem reinen Textilien-Verkäufer zu einem Vollsortimenter. Da die Anzahl der Kunden, die von außerhalb Stuttgarts kommen, um bei Breuninger einzukaufen, spürbar rückläufig war, entschloss sich das Unternehmen in den 1970er Jahren, auch außerhalb der Stadt zu expandieren.
 Das erste Breuningerland wurde 1973 in Ludwigsburg eröffnet und das zweite 1980 in Sindelfingen. Das Breuningerland-Konzept besteht aus einem Einkaufszentrum mit weiteren angeschlossenen Handelsgeschäften und Gastronomiebetrieben.  Anders als in den Anfangsjahren wurden die beiden Einkaufszentren von 1. April 1998 bis Ende 2019 nicht mehr vom Eigentümer, sondern von der ECE Projektmanagement verwaltet. Seit 2020 verwaltet die deutsche Tochter Unibail-Rodamco-Westfield Germany des französischen Immobilienunternehmens Unibail-Rodamco-Westfield (URW) die Breuningerländer.
In den 1970er Jahren baute Heinz Breuninger den neu ins Unternehmen eingetretenen Willem G. van Agtmael zu seinem Nachfolger auf. Nachdem Heinz Breuninger 1980 im Alter von 60 Jahren gestorben war, übernahm van Agtmael die Geschäftsleitung. Er forcierte den Expansionskurs von Breuninger; bereits kurz nach der Wende eröffnete Breuninger Niederlassungen in Dresden und Leipzig. 1993 erwarb Breuninger von der 1892 gegründeten Schneider-Gruppe deren Textilkaufhäuser in Karlsruhe, Freiburg, Pforzheim und Ettlingen. Seitdem folgten fünf weitere Niederlassungen. 2004 übernahm Willem van Agtmael gemeinsam mit dem Bonner Rechtsanwalt Wienand Meilicke die Mehrheit am Unternehmen.
Seit März 2006 bezeichnet das Unternehmen sein Stammhaus in Stuttgart als Flagship Store.
Drei Breuninger-Filialen in Würzburg, Pforzheim und Düsseldorf wurden 2006 geschlossen. Im Februar 2008 folgte die Schließung der Filiale in Dresden.
Ebenfalls 2008 eröffnete Breuninger einen Onlineshop mit einem Angebot im Premiumbereich.
2013 startete Breuninger eine neue Phase der Expansion.
Im Oktober 2013 eröffnete im Düsseldorfer Kö-Bogen das mit 16.000 m² Verkaufsfläche nun zweitgrößte Breuninger-Geschäft nach Stuttgart. Neu war die Kooperation mit dem Sylter Restaurant Sansibar und der Kunstsammlung Nordrhein-Westfalen unweit der berühmten Königsallee. 
In Stuttgart wurde Breuninger als Immobilienentwickler tätig und baute in der Nachbarschaft zum Stammhaus das 2017 eröffnete Dorotheen Quartier. Die Eröffnung von Breuninger in der Hamburger HafenCity erfolgte am 8. April 2025.
Seit Ende 2017 ist Breuninger als reiner Online-Shop auch in Österreich aktiv. Dafür wurde ein eigenentwickelter Online-Shop programmiert, um das damals bestehende System abzulösen. Im August 2019 ging der Online-Shop auch in der Schweiz live. Anschließend kamen Polen, Belgien, den Niederlanden, Luxemburg, Spanien und Italien hinzu. 2023 wurde mehr als 50 Prozent des Umsatzes online erwirtschaftet.

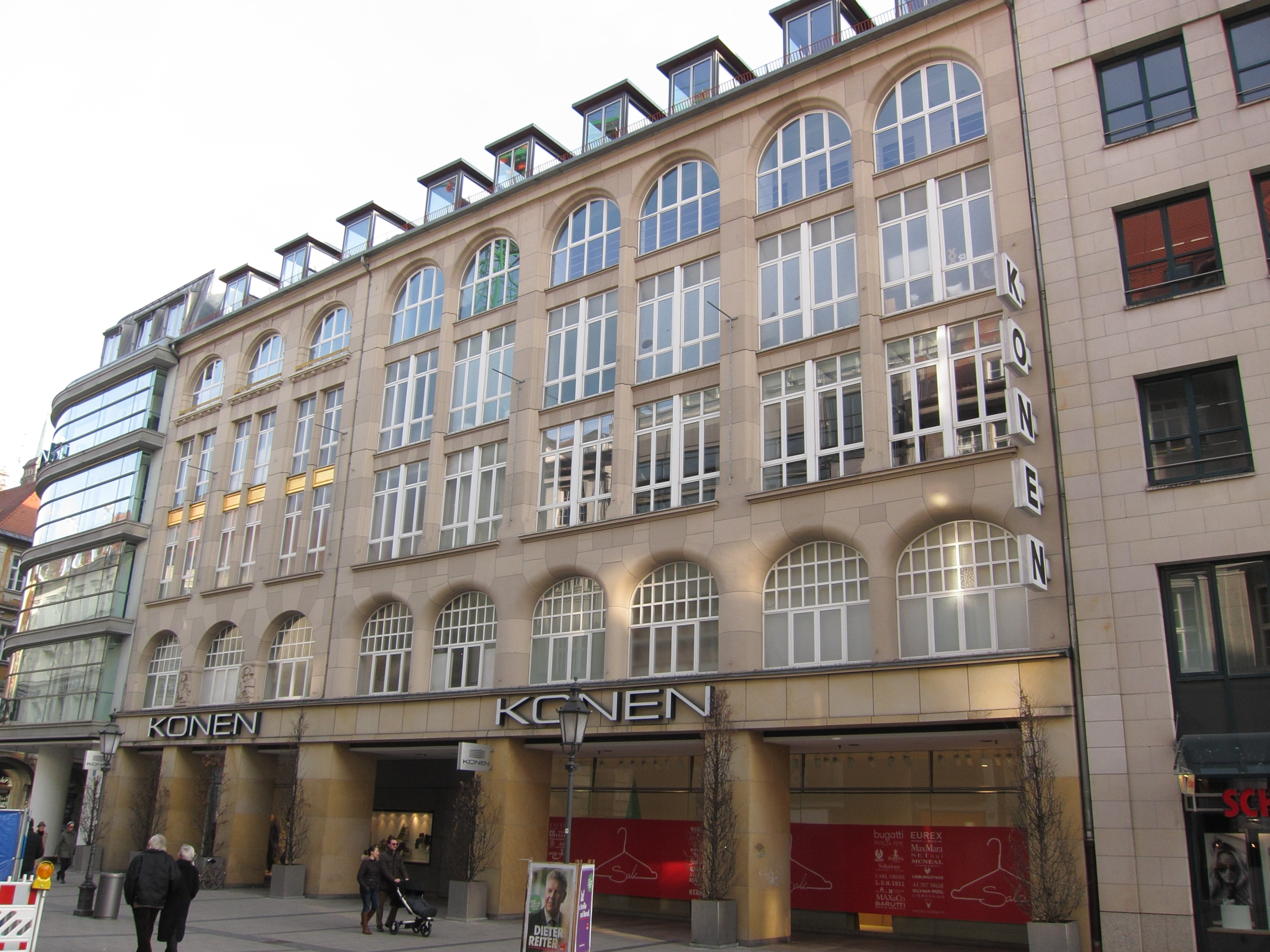
Konen in München

Ab März 2020 stellte die weltweite COVID-19-Pandemie viele Branchen vor große Probleme. 
Im Mai 2021 vereinbarte Breuninger die Übernahme der Konen Bekleidungshaus GmbH & Co. KG mit ihrem Stammhaus in der Sendlinger Straße in München (Verkaufsfläche 12.500 m²) und einer Zweigniederlassung im Einkaufszentrum City Concorde in Bartringen-Helfenterbrück/Luxemburg (dort unter dem Namen BRAM größtes Modehaus des Landes mit einer Verkaufsfläche von 11.000 m²) sowie insgesamt rund 700 Mitarbeitern.
Seit August 2024 gibt es Berichte über einen möglichen Verkauf der Warenhauskette Breuninger.

## Wirtschaftliche Grundlagen
Das Unternehmen ist im Besitz dreier Familien: Die Familien Meilicke und van Agtmael halten je 40 % der Anteile, Familie Bretschneider/Seidel hält 20 %. An der Spitze der dreiköpfigen Unternehmensleitung stand bis September 2012 Willem van Agtmael. Danach wurde das Führungsgremium auf fünf Mitglieder erweitert und dessen Leitung an Willy Oergel übertragen. Das Gremium berichtet an einen Beirat, der sich aus Vertretern der Teilhaber-Familien zusammensetzt. Im September 2017 übernahm Holger Blecker die Leitung von Breuninger. Er ist bereits seit 1990 im Unternehmen tätig und seit 2012 Mitglied der Unternehmensleitung.
Der Umsatz betrug 756 Millionen Euro im Jahr 2015. Das Unternehmen beschäftigte 2012 rund 5.500 Mitarbeiter. 2023 betrugen der Umsatz ca. 1500 Millionen Euro und die Zahl der Mitarbeiter 6.500.

## Warenhäuser

### Stammhaus

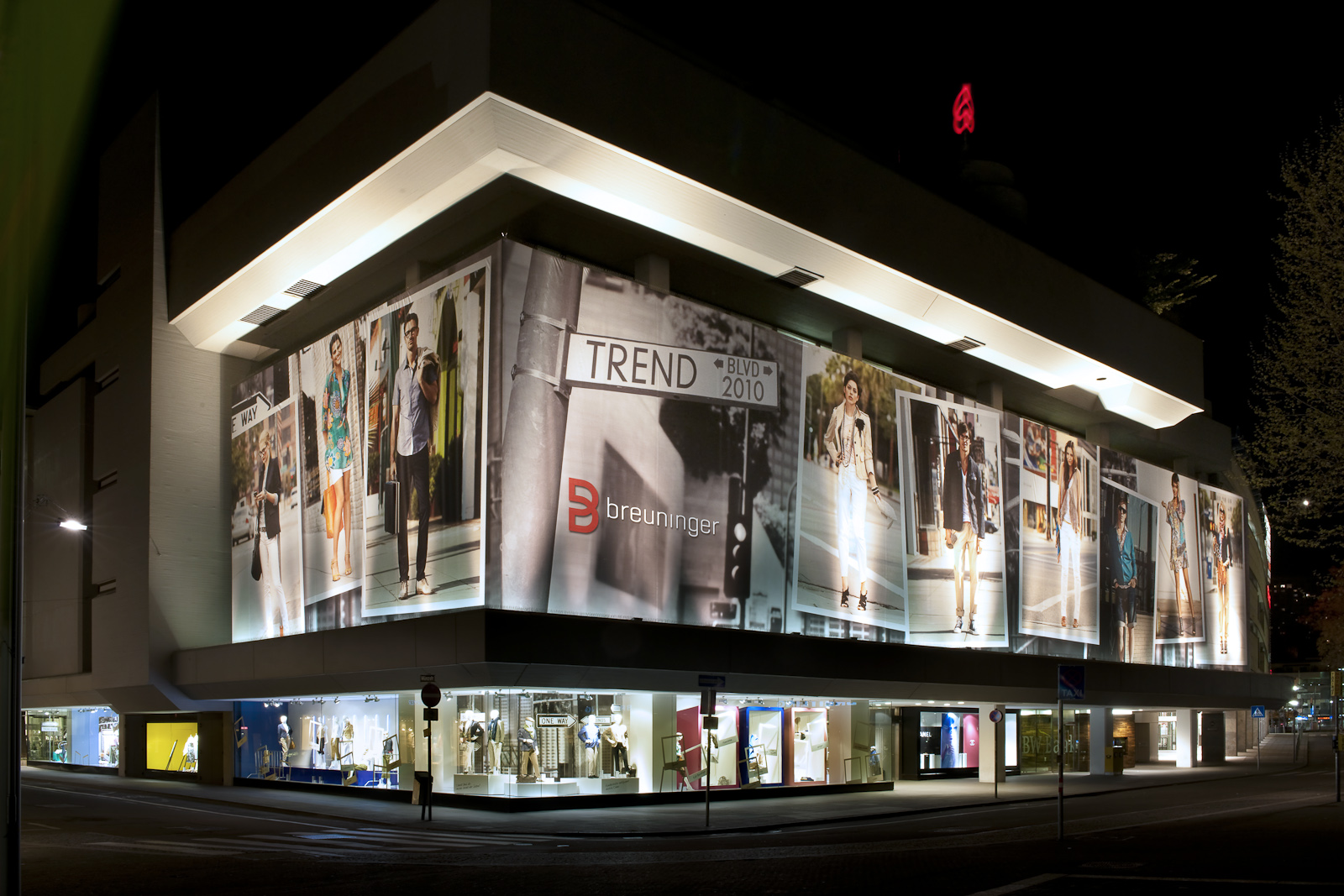
Breuninger Flagship Store Stuttgart

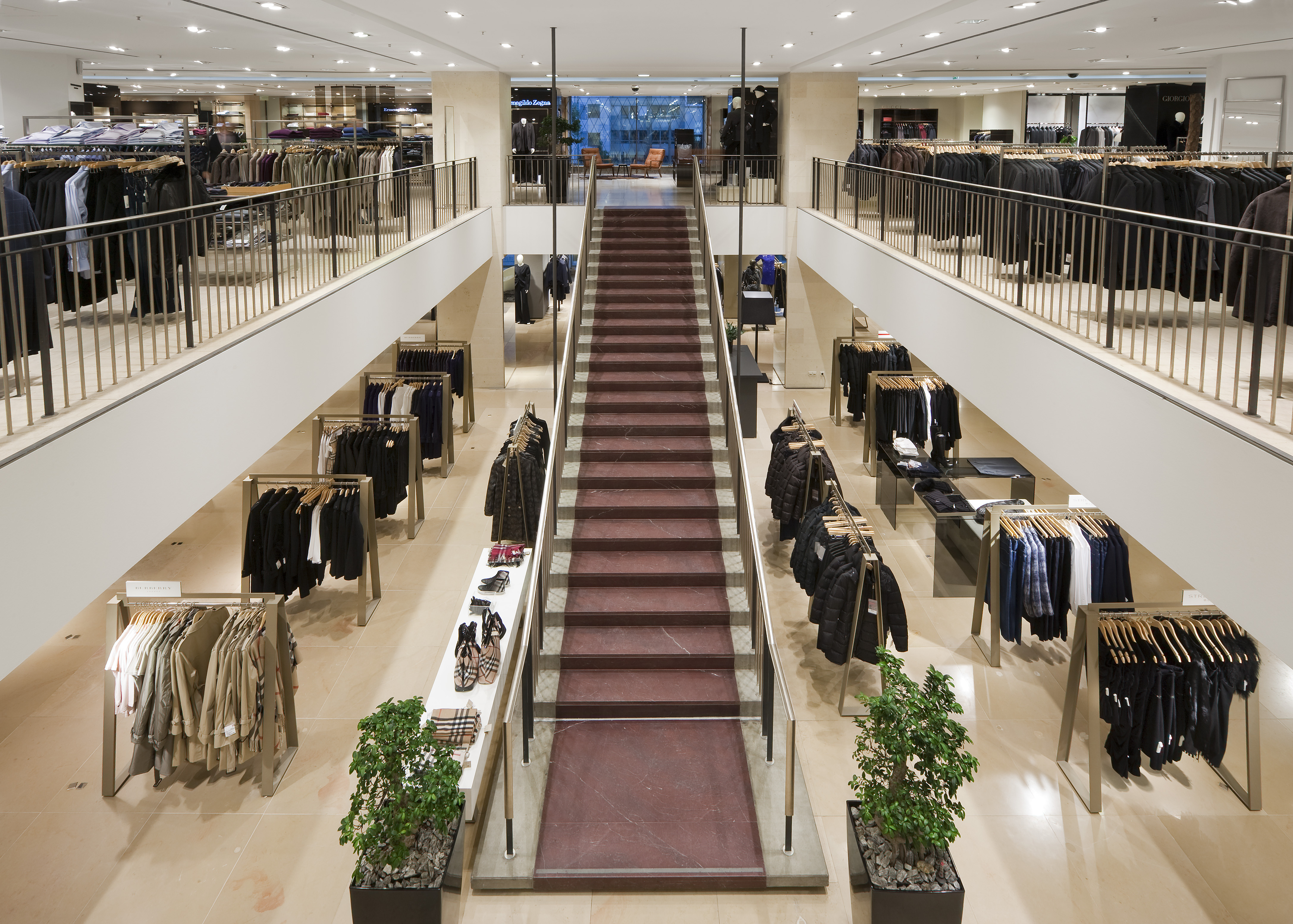
Innenansicht Breuninger Stuttgart

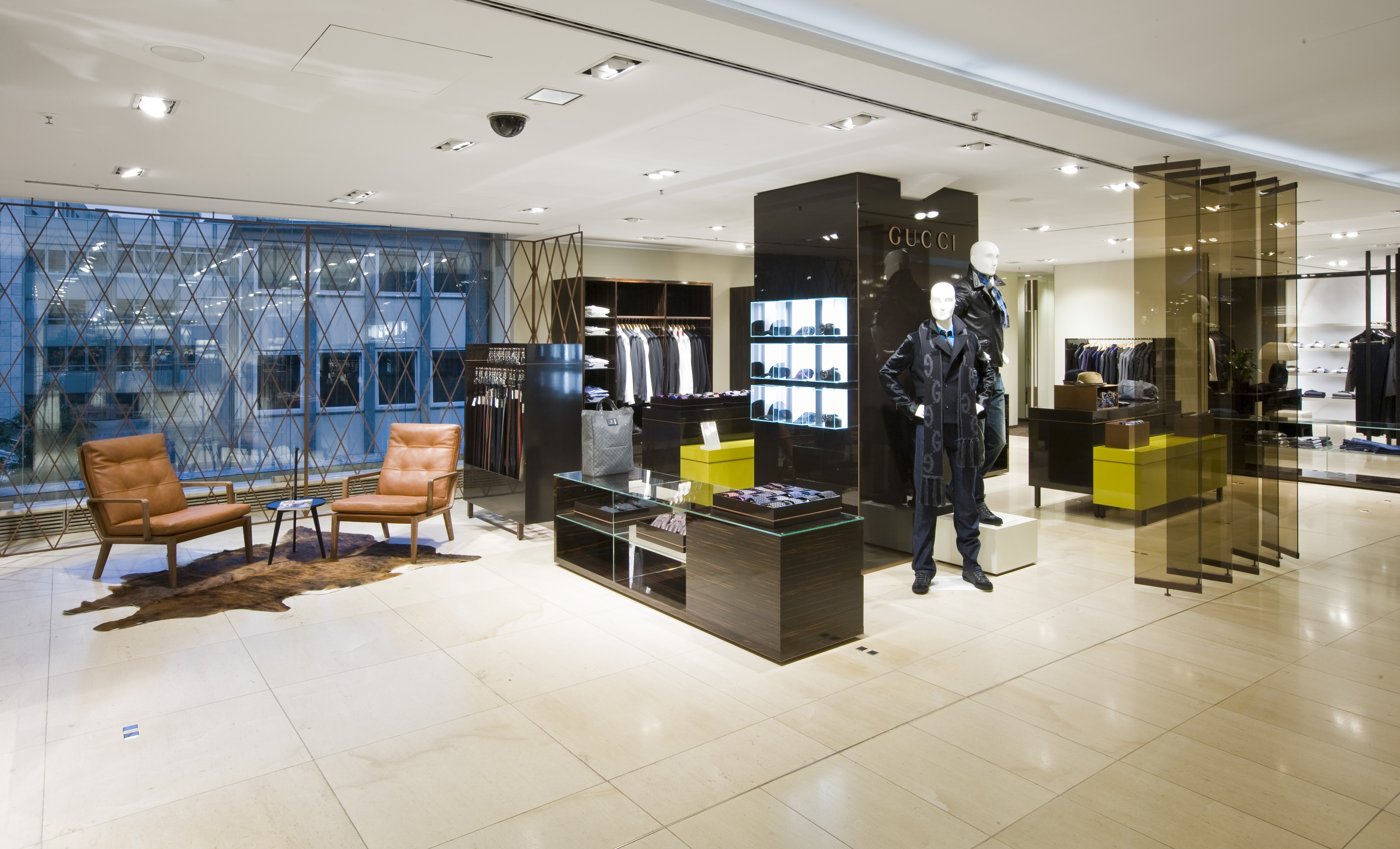
Breuninger Herrenabteilung, Stuttgart

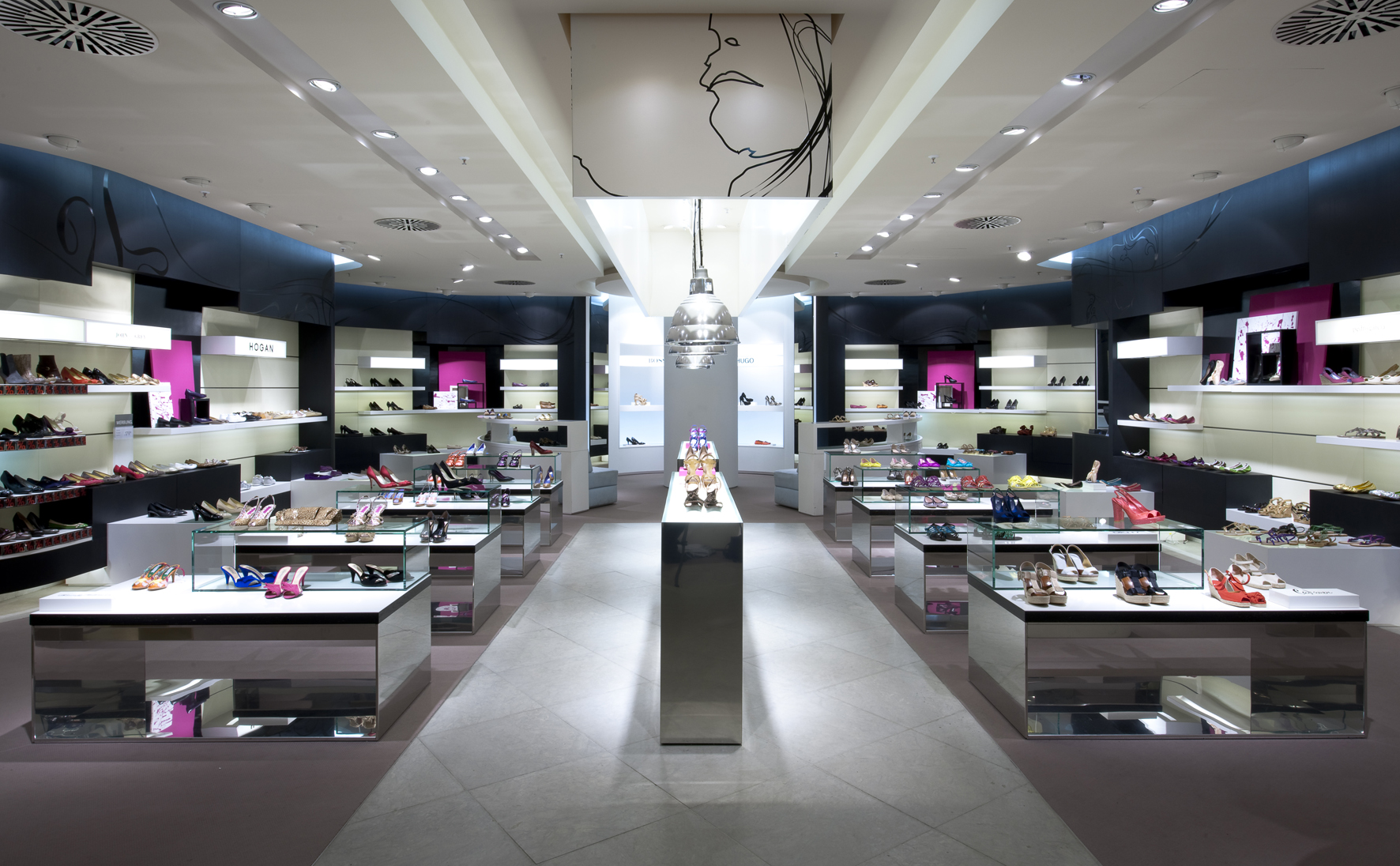
Abteilung Damenschuhe, Stuttgart

Das Stammhaus befindet sich seit 1881 am Stuttgarter Marktplatz. Heute ist es mit 35.000 m² Verkaufsfläche eines der größten Kaufhäuser Deutschlands. Die Fassade des Hauses ist architektonisch schlicht, hat einen grauen Verputz und im Erdgeschoss Schaufensterfronten. Regelmäßig wird die Fassade mit neuen Motiven verkleidet und deckt dabei eine 65 Meter breite und 10 Meter hohe Fläche ab.
1989 wurde das Stammhaus um die Karlspassage erweitert. Seitdem führt eine öffentliche Fußgängerzone durch das Kaufhaus hindurch, die abends nach Ladenschluss benutzt werden kann, nachts jedoch geschlossen ist.

### Weitere Warenhäuser

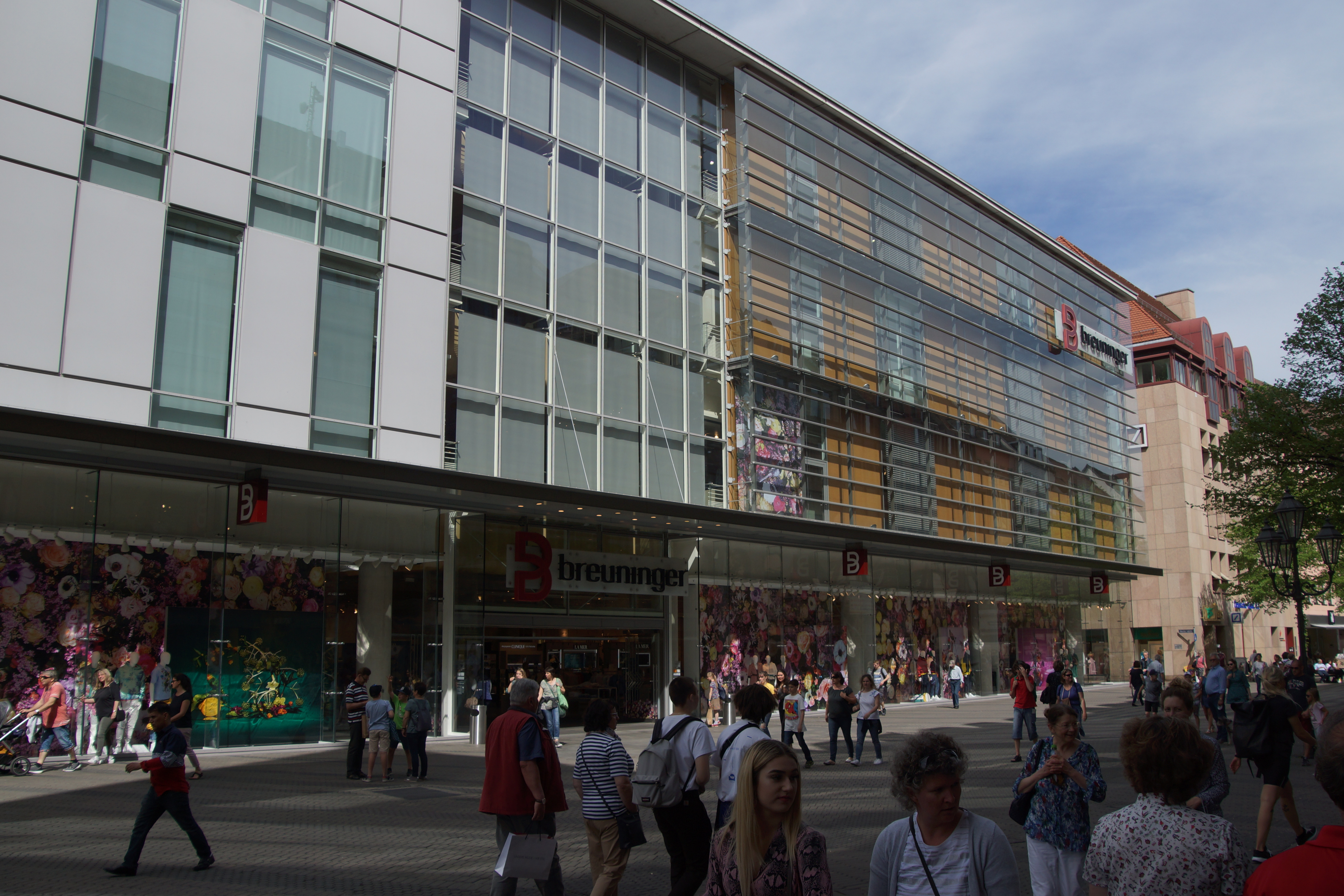
Breuninger in der Karolinenstraße, Nürnberg

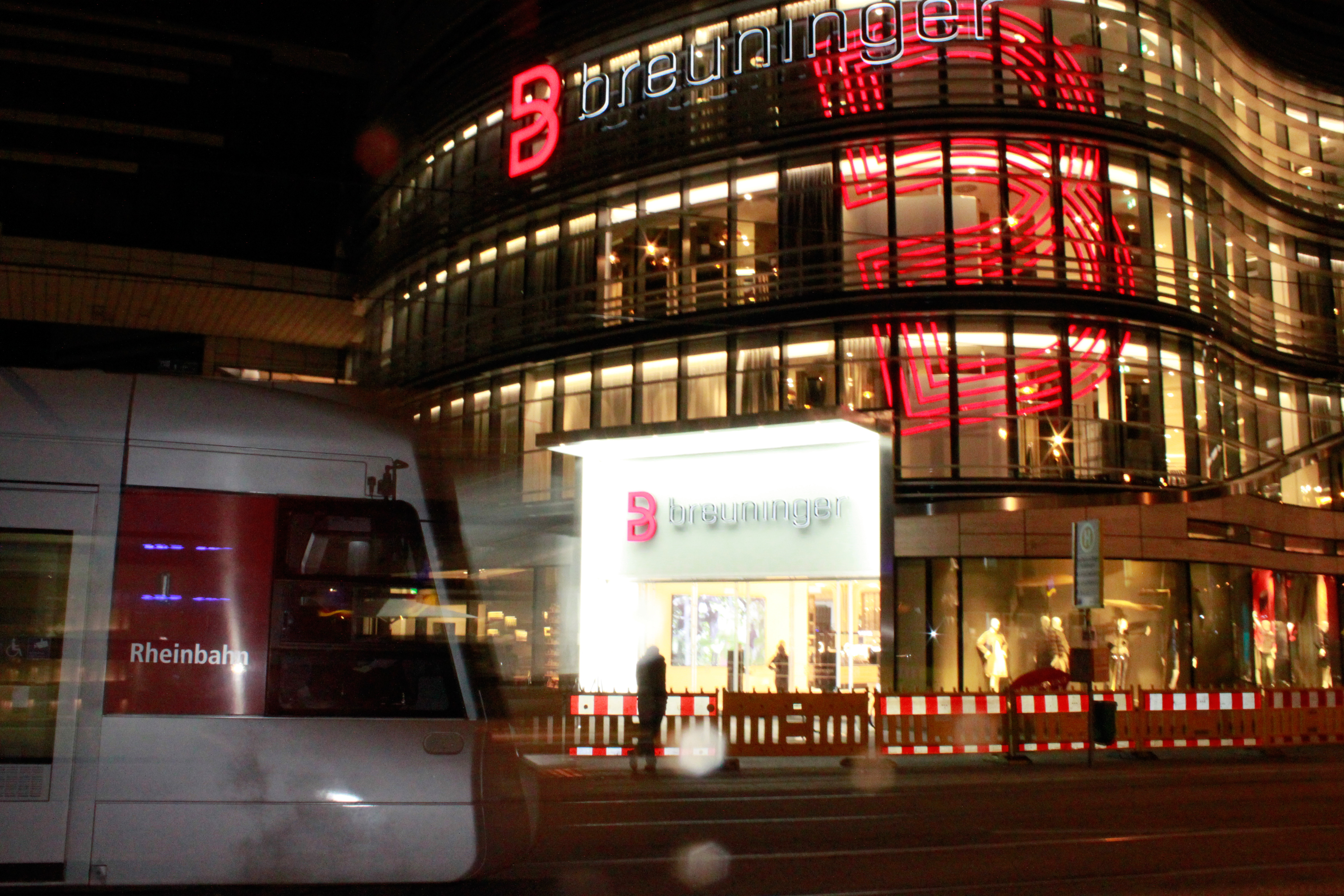
Breuninger im Kö-Bogen, Düsseldorf

- Düsseldorf (2006 geschlossen; seit Oktober 2013 im neu erbauten „Kö-Bogen“)
- Erfurt
- Freiburg im Breisgau (ehemals Kaufhaus Schneider)
- Karlsruhe (ehemals Kaufhaus Schneider, 2006 umgezogen in ehemaligen Hertie)
- Leipzig
- Ludwigsburg (im Breuningerland Ludwigsburg)
- Luxemburg (Maison BRAM im City Concorde Einkaufszentrum in Bertrange)
- Nürnberg (Architekt: Niederwöhrmeier + Kief)[23]
- Sindelfingen (im Breuningerland Sindelfingen)
- Sulzbach (im Main-Taunus-Zentrum)
- München (bis 2021 Konen)[24]
- Hamburg (im Westfield Hamburg-Überseequartier)

### Ehemalige Warenhäuser
- Dresden (2008 geschlossen)
- Ettlingen (2004 geschlossen)
- Pforzheim (2006 geschlossen)
- Würzburg (2006 geschlossen)
- Reutlingen (2024 geschlossen)[25]

## Öffentlichkeitsarbeit und Verkaufsförderung

### Sponsoring
Über 70 Jahre, bis 2021, engagierte sich Breuninger beim Fußballverein VfB Stuttgart. Breuninger war Team-Partner des VfB. So wurden Spieler und Funktionäre stets mit Anzügen aus dem Hause Breuninger ausgestattet, auch fand jedes Jahr eine große Autogrammstunde im Stuttgarter Stammhaus mit allen VfB-Spielern statt.
Seit 2022 ist Breuninger Sponsor des FCBB.
Im Oktober 2012, bereits vor Fertigstellung der Filiale an der Düsseldorfer Königsallee, wurde Breuninger Sponsor von Fortuna Düsseldorf.

### Events
In Kooperation mit den Modemagazinen Vogue und Grazia finden jährlich Events im Haus Stuttgart statt. Bekannt ist vor allem das Event „Vogue loves Breuninger“, das erstmals 2016 stattfand. Neben Kunden-Aktionen werden hier auf Laufstegen die aktuelle Mode von Designer-Marken wie Talbot Runhof und Hugo Boss präsentiert.
Für Breuninger Card Kunden der höchsten Kategorie („Platin Card“) werden exklusive Events angeboten, zum Beispiel Opernbesuche in Berlin.

### Breuninger Card

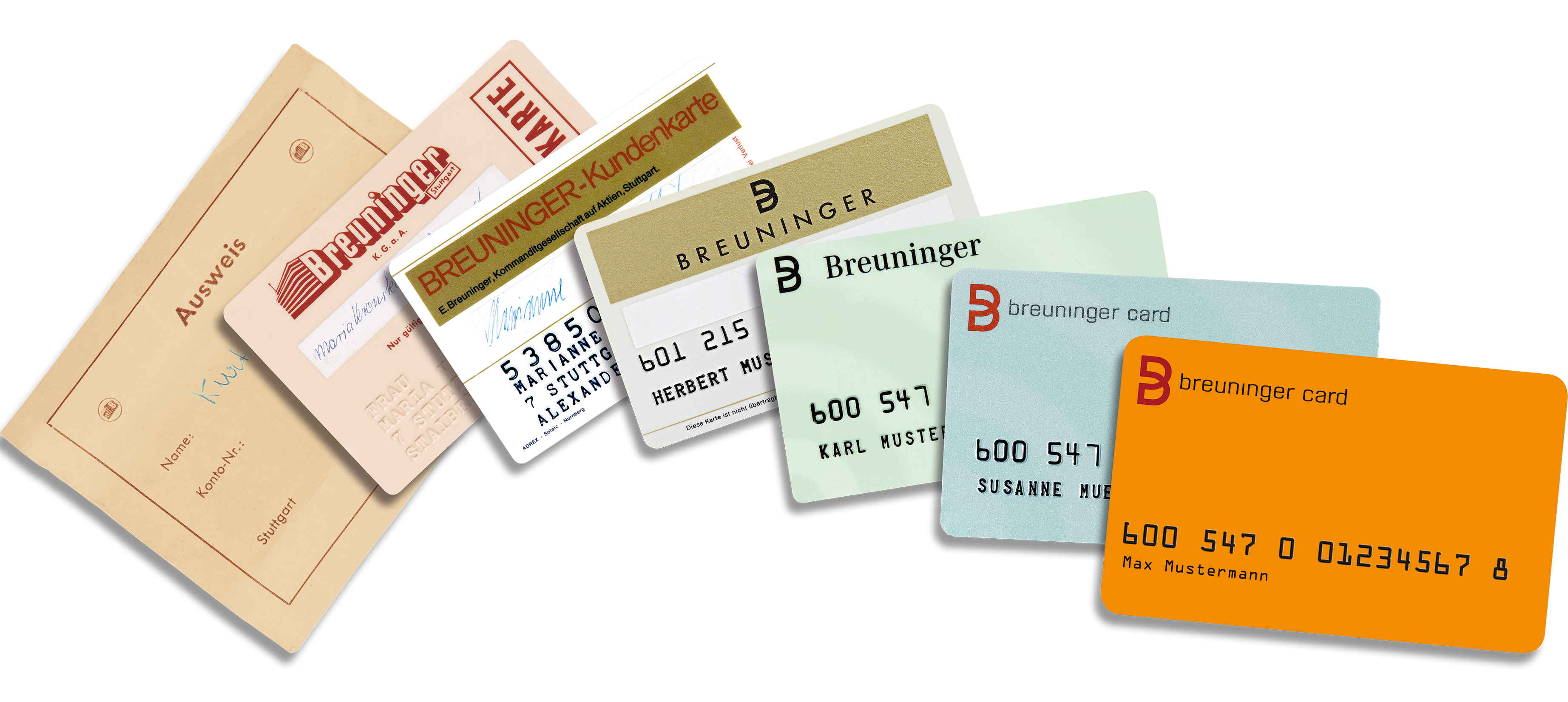
Entwicklung der Breuninger Card von 1959 bis 2018

1959 war Breuninger das erste deutsche Handelsunternehmen, das mit der Breuninger Kundenkarte (heute Breuninger Card) eine Kundenkarte einführte, mit der Stammkunden auf Kredit mit regelmäßiger Abrechnung einkaufen konnten. Heute hat Breuninger über eine Million Karten-Kunden.

## Kritik

### Auseinandersetzungen um Arbeitsverhältnisse
Breuninger ist nicht dem Flächentarifvertrag für den Einzelhandel angeschlossen. Je nach Bedarf des Unternehmens arbeiten im Jahr 2010 rund 1800 der 5500 Beschäftigten in sogenannten kapazitätsorientierten Arbeitszeiten zwischen zwei und vierzig Stunden wöchentlich. In einem Interview mit der Zeitschrift Stern kritisierte die damalige Arbeitsministerin Ursula von der Leyen dieses Modell wörtlich als „perfide“: Der Verkäufer könne weder die Qualität der Ware noch die Werbung beeinflussen und trage trotzdem das Auslastungsrisiko des Unternehmens. Die Praxis bei Breuninger stehe im Widerspruch zur Rechtsprechung des Bundesarbeitsgerichts von 2005. Diese erlaubt bei flexiblen Arbeitsverträgen nur eine Abweichung von maximal 25 % nach oben oder unten von der vereinbarten Arbeitszeit. Von der Leyen nannte ausdrücklich Breuninger als negatives Beispiel. Das Arbeitsmodell ist allerdings auch in anderen Unternehmen der Bekleidungsbranche üblich, beispielsweise bei H&M und Esprit.
Im Jahr 2010 gab es im Unternehmen eine Reihe von Auseinandersetzungen um den Betriebsrat. Einer Mitarbeiterin, die auf der Liste der Gewerkschaft Verdi kandidiert hatte, wurde einen Monat später gekündigt. Bei den Betriebsratswahlen im Mai 2010 erhielt die Liste von Verdi fünf Sitze. Einem weiblichen Mitglied dieser Liste kündigte das Unternehmen einige Monate später zweimal fristlos: Sie habe eine falsche eidesstattliche Versicherung zu ihrem Freistellungsantrag für den Betriebsrat abgegeben, und sie habe mittels Handy einen Lauschangriff während einer Betriebsratssitzung versucht. Beide Kündigungen wurden im Januar 2011 vom Arbeitsgericht Stuttgart für unwirksam erklärt. Kritisiert wird auch die niedrige Bezahlung der Beschäftigten, die im Widerspruch zu den angebotenen Luxusprodukten stünde.

### Pelzverkauf
Tierrechtsorganisationen kritisierten das Kaufhaus wegen des Verkaufs von Pelz und organisierten deshalb zahlreiche Protestaktionen gegen Breuninger-Filialen in unterschiedlichen Städten. Im Oktober 2018 kündigte Breuninger an, ab der Frühjahrssaison 2020 Echtpelz aus dem Sortiment zu nehmen und bis zur Umstellung nur noch Pelzprodukte gemäß der Schweizer Pelzdeklaration zu verkaufen. In diesem Zuge trat Breuninger dem internationalen Fur Free Retailer Program bei.

## Sonstiges
- Der Online-Shop von Breuninger verfügt über ein eigenes WebTV. Es ist Preisträger des Intermedia-globe Silver Award 2009 in der Kategorie WebTV & Infotainment. In mehreren Kanälen zeigt das WebTV Videos zu Modetrends oder präsentiert Werbebeiträge, mit der Möglichkeit, das Gesehene gleich online zu kaufen.
- Seit dem 1. Januar 1936 hält die E. Breuninger GmbH eine Firmenmitgliedschaft beim VfB Stuttgart 1893 e. V. Seit 1. Juli 1992 ist das Unternehmen offizieller Sponsor- und Werbepartner.
- In allen Standorten bietet Breuninger das Personal Shopping an. Speziell ausgebildete Stilberater stellen kostenlos eine persönliche Wunschkollektion auf Basis von Konfektionsgröße, Stilvorlieben, Farbvorstellungen oder Anlass vorab zusammen. In dem Stammhaus in Stuttgart[42] sowie im Flagship Store Düsseldorf[43] wird dieses Angebot als Special Service bezeichnet.
- Das Stammhaus in Stuttgart bietet seinen Kunden einen kostenlosen Shuttle Service an, mit dem man sich im Großraum Stuttgart abholen und wieder nach Hause bringen lassen kann.
- In den Häusern in Stuttgart, Düsseldorf, Sindelfingen, Ludwigsburg, Freiburg und Nürnberg findet sich zusätzlich die Breuninger Confiserie. Seit 1951 stellt sie ihre eigenen Pralinen, Torten und Gebäck in einer hauseigenen Manufaktur in Sindelfingen her.
- Als einziges Einzelhandelsunternehmen in Deutschland besitzt Breuninger seine eigenen Friseurbetriebe. Im Stammhaus in Stuttgart (seit 1962), sowie in den Breuningerländern in Ludwigsburg (seit 1973) und Sindelfingen (seit 1980) sind die Damen- und Herren-Friseursalons Breuninger les coiffeurs mit rund 130 Mitarbeitern auf insgesamt 1.100 Quadratmetern vertreten. Außerdem verfügen les coiffeurs über ihre eigenen Kinderfriseursalons an allen drei Standorten.
- Bereits in den 1950ern verfügte Breuninger über Fahrstühle und Rolltreppen.
- Das Haus stellte als erstes Warenhaus seinen Kunden ein eigenes Parkhaus zur Verfügung. Die Idee hierzu brachte der damalige geschäftsführende Gesellschafter Heinz Breuninger von einer USA-Reise mit.
- Seit den 1920er Jahren war es für sämtliche Mitarbeiter im Kundenbereich Pflicht, nur Kleidung in den Farben Weiß, Schwarz und Grau zu tragen. Inzwischen wurde die Bekleidungsordnung in einigen Bereichen gelockert.
- Im Untergeschoss des Hauses in Stuttgart – Bezeichnung Breuninger U – waren verbilligte Waren erhältlich. Heute befindet sich in diesem Bereich die Damenschuhabteilung.
- Von 1971 bis 1988 gab es im Dachgeschoss des Stuttgarter Kaufhauses am Marktplatz das Breuninger-Bad. Beim Ausheben der Baugrube für das Kaufhaus waren die Arbeiter 1971 auf eine Quelle gestoßen. Da es sich um eine mineralhaltige Schüttung handelte, wurde das Kaufhaus im Dachgeschoss um ein Mineralbad mit 25-Meter-Becken, Sauna und Fitnessbereich erweitert. Wegen rückläufiger Besucherzahlen und steigender Kosten schloss Breuninger im Frühjahr 1988 das Bad. Das Defizit war auf mehr als eine Million Mark im Jahr angewachsen. Aus dem Bad wurde zunächst ein Fitnessclub, der nach einigen Jahren ebenfalls geschlossen wurde. Inzwischen befindet sich in diesem Bereich ein Restaurant.
- Das Untergeschoss des Erfurter Hauses ist seit einigen Jahren an die Leipziger Feinkostkette Gourmétage vermietet, die dort Lebens- und Genussmittel anbietet.
- Nachdem die United Buddy Bears 2008 auf dem Stuttgarter Schlossplatz gastierten, ersteigerte Breuninger für EUR 34.000,- einen aus Edelstahl gefertigten Bären, der seitdem im zentralen Mittelbereich im Flagship in Stuttgart steht.[44]
- Breuninger initiierte 2012 erstmals gemeinsam mit dem Internationalen Trickfilm-Festival Stuttgart den Wettbewerb Animated Fashion Award, der sich an junge Köpfe aus Modedesign und Animationsfilm richtet. Es fördert innovative Filmemacher und filmerischen Nachwuchs. Der Animated Fashion Award wird im Rahmen des Trickfilmfestivals Stuttgart vergeben.